# Piotr Tylicki
Piotr Tylicki (Kowal, 1543 - Krakau, 13 juli 1616) was de 52e bisschop van Krakau, bisschop van Włocławek en Chełm, vice-kanselier en secretaris van de Kroon.

## Biografie
Piotr Tylicki was een telg van het Poolse heraldische clan Lubicz. Als bisschop van Chełm creëerde hij in 1600 een permanente budget voor scholing uit de kerkfondsen.
Johan Messenius trad in 1603 in dienst als lector van Tylicki.
Als bisschop van Krakau was hij verantwoordelijk voor meerdere bouwprojecten. Met zijn goedkeuring werd er tussen 1611 en 1637 binnen de verdedigingsmuren van Krakau een karmelietenklooster gebouwd. Tylicki liet in 1612 de Sint-Peter en Paulkerk van Tylicz bouwen. Hij gaf in 1617 ook opdracht om drie elegante poorten en een muur om de Wawelkathedraal te bouwen.
Onder het bewind van bisschop Tylicki werd in 1615 het anti-jezuïetenboek Monita privata Societas Jesu verboden. Dat jaar creëerde hij de voorzitterschap van eloquentie aan de Jagiellonische Universiteit.
Tylicki stierf in 1616 en werd in de Wawelkathedraal begraven. Hij werd in zijn leven gerespecteerd voor zijn intellect en integriteit. Zijn tombe bevat contrareformatorische elementen. Een 16/17 eeuwse koorkap dat in opdracht van Tylicki in Italië is vervaardigd bevindt zich tegenwoordig in de kerk van Plotrawin.
- Gemeinsame Normdatei: 1137065516
- International Standard Name Identifier: 0000 0001 1140 2169
- Library of Congress Control Number: nb2014013206
- LIBRIS: 368866
- Virtual International Authority File: 161935194
- WorldCat: E39PBJrmb9GhJRXpjVkgtwD6rq